# 시각 (천문학)
시각(時角)은 어떤 천구상의 별과 북극을 잇는 선과 자오선 사이의 각을 말한다. 또는, 북극과 그 천체를 잇는 선을 연장하여 적도와 교차시켰을 때의 교점에 주목하여, 적도와 자오선의 교점에서 적도를 따라 현재의 교점까지 측정한 거리이다. 이는 천구의 일주 운동을 가장 직접적으로 나타내는 각이기도 하다.
시각은 각도의 도·분·초로 나타내지 않고, 시(h)·분(m)·초(s)로 재어 자오선에서 서쪽으로 0h에서 24h까지 센다. 서점(西點)은 시각 6h, 동점(東點)은 18h이다. 모든 별의 시각은 천구의 일주 운동에 따라 시시각각 늘어난다. 주극성의 경우 상경과 때의 시각은 0h, 하경과 때는 12h이다.